# アキュラ・CL
CL（シーエル）は、本田技研工業がかつて生産し、アキュラブランドで販売していたクーペ型の乗用車である。

## 概要
アキュラブランドにおけるミッドサイズクーペとして、1996年から2004年まで発売されたCLは、高級感とスポーティさを両立させた車種であり、アキュラ・TLとプラットフォームを共有している。1996年にアキュラ・レジェンドのセダンがアキュラ・RLにモデルチェンジした際にクーペの設定が廃止されたことで、車格が異なるものの実質的な後継車種でもある。デザインはホンダR&Dアメリカによるもので、製造はアコードやTLを生産しているオハイオ州・メアリーズヴィル工場（Marysville Auto Plant）で行われており、アキュラの車種としては初めてアメリカで設計・生産された車種でもある。
外観は、1995年に発表されたアキュラの将来の方向性をイメージしたデザインコンセプトカーである「CL-X」が源流となっている。CL-Xのデザインコンセプトは「ネオ・クラシック」で、そのモチーフは機能性および審美的な装飾が施された中世の甲冑のウェッジラインの体現であった。

## 初代 YA1/2/3型（1996-2000年）
1995年、ホンダは北米国際オートショーにおいて次世代コンセプトカーであるアキュラ・CL-Xを発表し、翌1996年に市販バージョンであるCLが販売された。販売に際してはアキュラチャネルの中でもインテグラとTLの中間に位置する、TLのクーペバージョンとしてラインナップに設定された。本車の発売をもって、以降のアキュラでの販売車種はインテグラを除き、英字2文字または3文字の名称で統一されることとなる。
搭載されるエンジンは、F22B型とJ30A型の2種類。1998年モデル以降はF22Bに代わりF23A型が搭載された。デュアルエアバッグ、アンチロック4輪ディスクブレーキはオプションであった。 同車に採用された標準のキーレスエントリーシステムは、外部からトランクの施錠および解錠が可能であった。オプションのプレミアムパッケージにはレザー張りの内装が設定された。
なお、1997年モデルにおいて運転席側のパワーウィンドウモーターが劣化しやすいと市場から度々クレームが上がっていたが、リコールとはならず個別保障で対応していたことが、米国高速道路交通安全局（NHTSA）により伝えられている。

## 2代目 YA4型（2000-2004年）
1999年に初代CLが生産を終了した後、2001年モデルとして2000年の3月にフルモデルチェンジが実施された。外観は先代の意匠を継承したものであるが、先に販売開始されたTLと共通のデザインイメージとなっており、さらには北米国際オートショーで発表されたCL-Xにもより近いデザインとなっている。
搭載エンジンはJ32A型の1種類で、TLのエンジンを流用しており、225PSの標準モデルに加え、スポーツモデルとして出力を向上した264PS仕様が設定されていた。
このスポーツモデルはタイプSの名で設定され、標準モデルに比べてエンジン出力が高くなっていることから、ブレーキが強化され専用の17インチのアルミホイールとスポーツサスペンションを装備していた。しかし当初のタイプSは高出力のエンジンであった割に5速ATの設定しかなく、アキュラの主な購買層に対して訴求力を欠いていた。そのため、生産最終年の2003年モデルにおいてVSAとTSCを廃し、リミテッド・スリップ・デフ（LSD）と6速MTを備えたスパルタンな仕様が設定されたが、このMT仕様はほとんど市場には出回らなかった。
2002年に、兄弟車種であるTLが2003年モデルとして外装をマイナーチェンジした際にあわせてマイナーチェンジを実施、グリルやヘッドライトデザイン等がわずかに変更された。2004年の年次更新でTLは次世代モデルへとフルモデルチェンジを果たすが、販売が芳しくなかったCLはそのまま生産を終了した。2代目CLの販売台数は約31,000台であった。
実質的な後継はアコードクーペであり、アキュラブランドでの直接の後継モデルは設定されなかった。
なお、本車にはATに関する不具合で、保障期間に対する集団訴訟を起こされたことがあった。